# Liste der Biografien/Schos
Liste der Biografien |
Portal Biografien |
Personensuche
# |
A |
B |
C |
D |
E |
F |
G |
H |
I |
J |
K |
L |
M |
N |
O |
P |
Q |
R |
S |
T |
U |
V |
W |
X |
Y |
Z |
?
 
Sa |
Sb |
Sc |
Sd |
Se |
Sf |
Sg |
Sh |
Si |
Sj |
Sk |
Sl |
Sm |
Sn |
So |
Sp |
Sq |
Sr |
Ss |
St |
Su |
Sv |
Sw |
Sy |
Sz
 
Sca–Sce |
Sch |
Sci–Scz
 
Scha |
Schc |
Schd |
Sche |
Schg |
Schi |
Schj |
Schk |
Schl |
Schm |
Schn |
Scho |
Schp |
Schr |
Schs |
Scht |
Schu |
Schv |
Schw |
Schy
 
Schoa |
Schob |
Schoc |
Schod |
Schoe |
Schof |
Schog |
Schoh |
Schoi |
Schok |
Schol |
Schom |
Schon |
Schoo |
Schop |
Schor |
Schos |
Schot |
Schou |
Schov |
Schow |
Schoy
Die Liste der Biografien führt alle Personen auf, die in der deutschsprachigen Wikipedia einen Artikel haben. Dieses ist eine Teilliste mit 37 Einträgen von Personen, deren Namen mit den Buchstaben „Schos“ beginnt.

## Schos

### Schosc
- Schoschyna, Anastassija (* 1997), polnisch-ukrainische Tennisspielerin

### Schose
- Schoser, Franz (* 1933), deutscher Verbandsfunktionär
- Schoser, Gustav (1924–2012), deutscher Botaniker
- Schoser, Martin (* 1962), deutscher Politiker (CDU), MdL

### Schosk
- Schoske, Sylvia (* 1955), deutsche Ägyptologin

### Schosl
- Schosland, Wilhelm (1896–1975), deutscher Kirchenmusiker sowie Komponist

### Schosn
- Schosnig, Isabel (* 1972), deutsche Schauspielerin

### Schoss
- Schoß, Gunter (* 1940), deutscher Schauspieler, Moderator und Rundfunk- und Synchronsprecher
- Schoss, Joachim (* 1963), deutscher Unternehmer und StifterJoachim Schoss (* 1963)

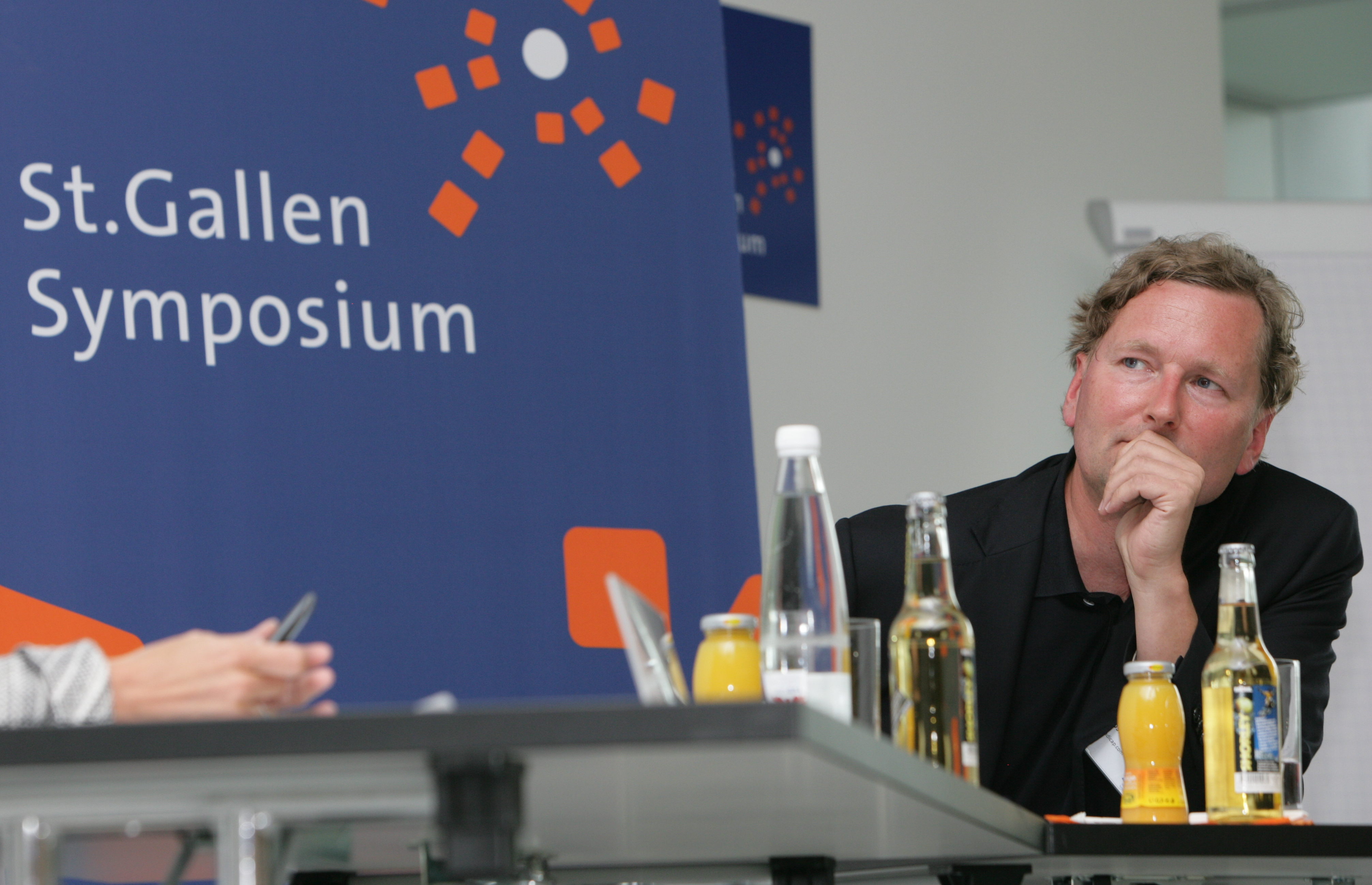
Joachim Schoss (* 1963)

- Schossberger, Sigmund von (1827–1900), ungarischer Industrieller
- Schoßböck, Günter (* 1959), deutscher Schauspieler, Sänger und Sprecher
- Schosser, Anton (1801–1849), oberösterreichischer Heimatdichter und Mundartautor
- Schosser, Erich (1924–2013), deutscher Politiker (CSU), MdL
- Schösser, Fritz (1947–2019), deutscher Politiker (SPD), MdL, MdB
- Schösser, Hubert (* 1966), österreichischer Bobfahrer
- Schossig, Cenci († 1884), deutsche Theaterschauspielerin
- Schossig, Elmar (1950–2009), deutscher Architekt, Designer und Fotograf
- Schossig, Rudolf (* 1920), deutscher Gebrauchsgrafiker, Typograf und Illustrator
- Schößler, Detlef (* 1962), deutscher Fußballspieler und -trainer
- Schössler, Dietmar (* 1937), deutscher Politikwissenschaftler und Militärsoziologe
- Schössler, Friedrich (1902–1980), wolgadeutscher Dissident in der Sowjetunion
- Schößler, Nicola (* 1973), deutsche Schauspielerin
- Schößler, Wilhelm (1884–1955), deutscher Gewerkschafter und Politiker (SPD), MdL
- Schößling, Christian (* 1973), deutscher Fußballschiedsrichter
- Schössow, Birgit (* 1963), deutsche Illustratorin
- Schössow, Peter (* 1953), deutscher Illustrator
- Schösswendter, Christoph (* 1988), österreichischer Fußballspieler

### Schost
- Schostack, Renate (1938–2016), deutsche Journalistin und Schriftstellerin
- Schostak, Elieser (1911–2001), israelischer Politiker
- Schostak, Marjana (* 2000), ukrainische Sprinterin
- Schostak, Martin (* 1965), deutscher Arzt und Professor für Urologie
- Schostak, René (* 1967), deutscher Gitarrist, Produzent und Komponist
- Schostak, Weronika (* 1995), ukrainische Schauspielerin
- Schostakowitsch, Dmitri Dmitrijewitsch (1906–1975), sowjetischer Komponist, Pianist und PädagogeDmitri Dmitrijewitsch Schostakowitsch (1906–1975)

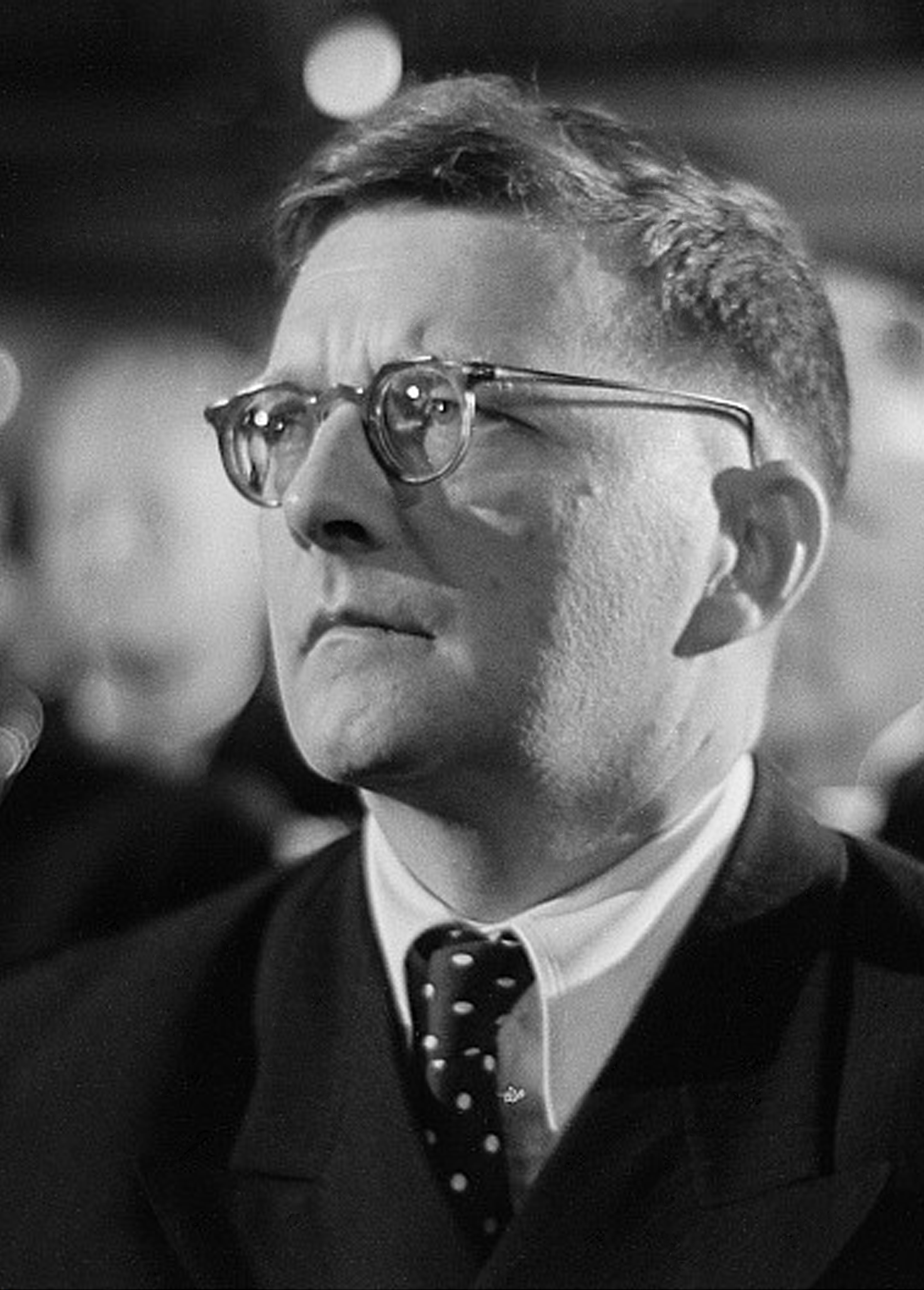
Dmitri Dmitrijewitsch Schostakowitsch (1906–1975)

- Schostakowitsch, Maxim Dmitrijewitsch (* 1938), russischer Dirigent und Pianist
- Schostok, Stefan (* 1964), deutscher Politiker (SPD), Oberbürgermeister von Hannover

### Schosz
- Schoszberger, Hans (1907–1997), deutscher Architekt